# Frank Nye

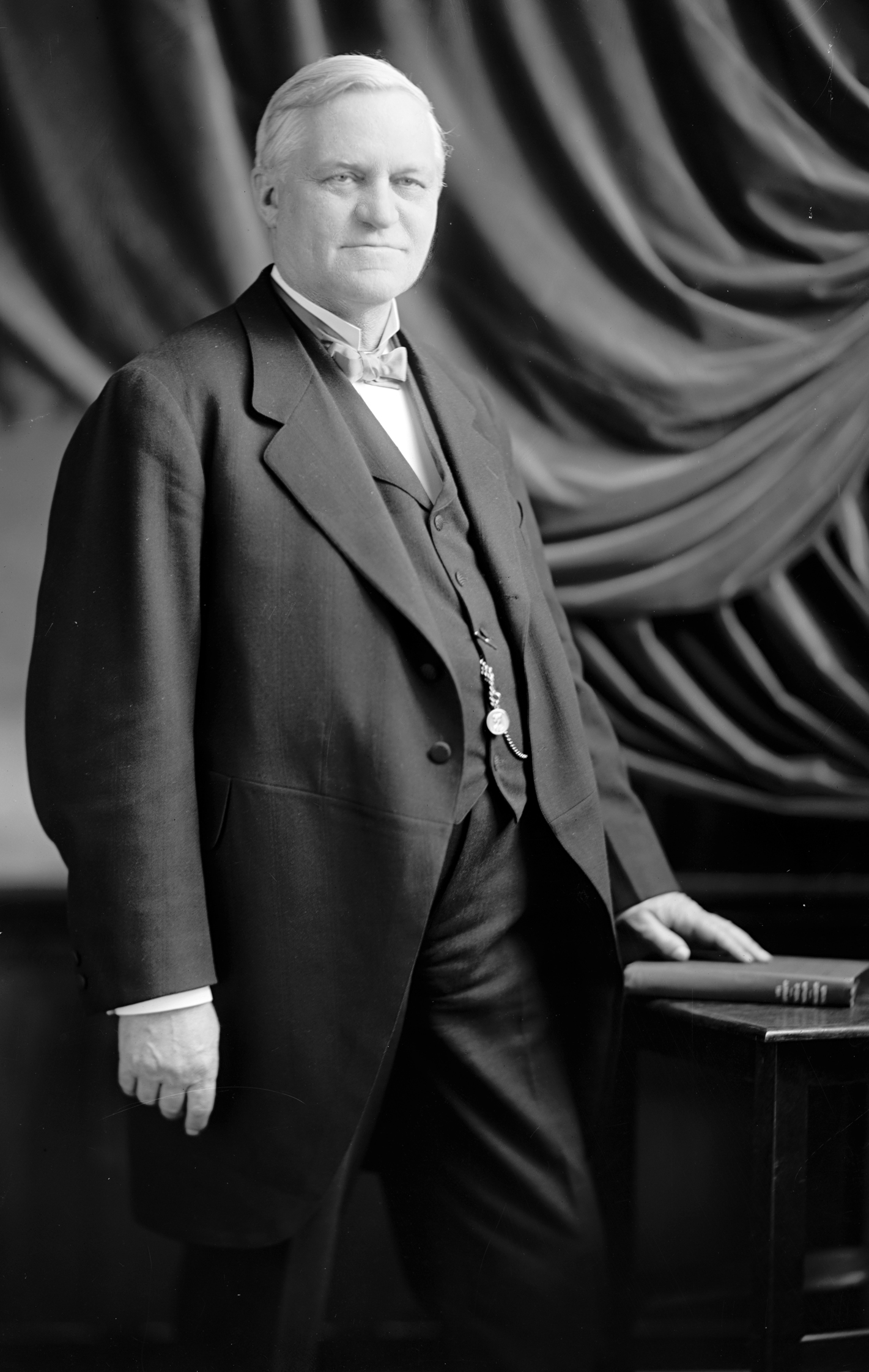
Frank Nye

Frank Mellen Nye (* 7. März 1852 in Shirley, Piscataquis County, Maine; † 29. November 1935 in Minneapolis, Minnesota) war ein US-amerikanischer Politiker. Zwischen 1907 und 1913 vertrat er den Bundesstaat Minnesota im US-Repräsentantenhaus.

## Werdegang
Im Jahr 1855 zog Frank Nye mit seinen Eltern auf eine Farm im Pierce County in Wisconsin. Er besuchte die öffentlichen Schulen seiner neuen Heimat einschließlich der Academy in River Falls. In den folgenden Jahren arbeitete Nye als Lehrer. Nach einem anschließenden Jurastudium und seiner im Jahr 1878 erfolgten Zulassung als Rechtsanwalt begann er in Hudson in seinem neuen Beruf zu praktizieren. Zwischen 1879 und 1884 war er Bezirksstaatsanwalt im Polk County.
Politisch war Nye Mitglied der Republikanischen Partei. In den Jahren 1884 und 1885 saß er als Abgeordneter in der Wisconsin State Assembly. Im Jahr 1886 zog Nye nach Minneapolis in Minnesota. Dort setzte er seine Anwaltstätigkeit fort. Zwischen 1893 und 1897 war er Bezirksstaatsanwalt im Hennepin County, nachdem er zuvor schon einige Jahre als stellvertretender Staatsanwalt in diesem Bezirk gearbeitet hatte. In Minnesota setzte Nye auch seine politische Laufbahn fort.
Bei den Kongresswahlen des Jahres 1906 wurde er im fünften Wahlbezirk von Minnesota in das US-Repräsentantenhaus in Washington, D.C. gewählt, wo er am 4. März 1907 die Nachfolge von Loren Fletcher antrat. Nach zwei Wiederwahlen konnte er bis zum 3. März 1913 drei Legislaturperioden im Kongress absolvieren. Im Jahr 1912 verzichtete er auf eine erneute Kandidatur. Nach dem Ende seiner Zeit im Repräsentantenhaus arbeitete Nye wieder als Anwalt. Im Jahr 1920 wurde er Bezirksrichter im Hennepin County. Dieses Amt bekleidete er bis 1932; danach zog er sich in den Ruhestand zurück. Frank Nye starb am 29. November 1935 in Minneapolis und wurde in River Falls beigesetzt.